# Phyllophora cheesmanae
Phyllophora cheesmanae är en insektsart som beskrevs av De Jong, C. 1972. Phyllophora cheesmanae ingår i släktet Phyllophora och familjen vårtbitare. Inga underarter finns listade i Catalogue of Life.